# Ice Age 2: På tynd is
Ice Age 2: På tynd is (original titel: Ice Age: The Meltdown) er en animationsfilm fra 2006, og er efterfølgeren til Ice Age fra 2002. Filmen blev produceret af Blue Sky Animated for 20th Century Fox, og blev instrueret af Carlos Saldanha, som også var medinstruktør på den oprindelige Ice Age. Filmen har de samme hovedpersoner som den forrige film.

## Handling
I filmens åbningsscene ses egernet Scrat i sin evige jagt på en nød. Han får lavet et hul i gletsjeren og vand begynder at strømme ind i dalen hvor filmens hovedpersoner Diego, Manny og Sid bor. En kalkungrib fortæller dem at gletsjeren virker som en dæmning der forhindre deres dal i at blive oversvømmet men at gletsjeren er ved at smelte og de derfor skal skynde sig ud af dalen inden den bliver oversvømmet.

## Medvirkende
Danske stemmer
- Thomas Mørk som Manny
- Jens Andersen som Sid
- Michael Carøe som Diego
- Per Pallesen som Fast Tony
- Ellen Hillingsø som Ellie
- Mick Øgendahl som Crash
- Jonatan Spang som Eddie
- ekstra stemmer
  - Sidsel Agensø Hauch-Fausbøll
  - Troels II Munk
  - Pia Rosenbaum

Originale stemmer
- Ray Romano – Manfred
- John Leguizamo – Sid
- Denis Leary – Diego
- Seann William Scott – Crash
- Josh Peck – Eddie
- Queen Latifah – Ellie
- Will Arnett – kalkungrib
- Jay Leno – Fast Tony
- Chris Wedge – Scrat
- Debi Derryberry – Diatryma-mor
- Alan Tudyk – Cholly